# Reinhard Schneider
Reinhard Schneider (né le 1er mai 1968 à Mayence) est un expert en gestion allemand et le directeur général de l'entreprise familiale Werner & Mertz dont le siège est à Mayence et qui est avant tout connue pour sa marque Frosch. À ce poste, il a précisé le parcours orienté vers le développement durable de l'entreprise et a encouragé un plus grand engagement du secteur privé en faveur de la protection du climat et de l'environnement. Schneider s'est vu décerner le prix allemand de l'environnement en 2019.

## Vie et engagement
Schneider a suivi des études d'administration des affaires axées sur la distribution et le commerce à l'Université de Saint-Gall en Suisse. Une fois ses études terminées, Schneider a travaillé dans le marketing pendant six ans pour diverses entreprises. En tant que descendant d'un fondateur de Werner & Mertz, il siège au conseil de surveillance de l'entreprise depuis 1992. En 2000, il prend la tête du conseil d'administration et de la division Consommateurs. Il est le propriétaire de l'entreprise.
Dans sa position de PDG, Schneider a fortement influencé Werner & Mertz dans son orientation vers le développement durable. Il a notamment fait concevoir les nouveaux bâtiments de l'entreprise (comme le siège de l'entreprise) en prenant l'aspect écologique en compte et, dans le cadre de l'initiative « tensioactifs locaux », a fait en sorte que la part d'huile de palmiste dans les nettoyants soit petit à petit remplacée par des huiles végétales issues de cultures européennes.
Il s'est également fait connaître pour ses mesures visant à réduire les déchets plastiques et les émissions de CO2 en augmentant l'utilisation de plastique recyclé dans la production des emballages. En 2012, il fonde l'initiative « Recyclat » avec des partenaires de l'industrie et du secteur de la gestion des déchets ainsi que des associations environnementales. Il s'engage également au niveau politique et se déclare favorable pour une taxe sur les plastiques non recyclés. Il défend publiquement un engagement plus fort du secteur privé en faveur de la protection de l'environnement,. En outre, Schneider est membre de la présidence de la centrale allemande de la concurrence et, depuis mars 2022, membre du Conseil du futur pour le développement durable de Rhénanie-Palatinat, nouvellement créé.

## Distinctions

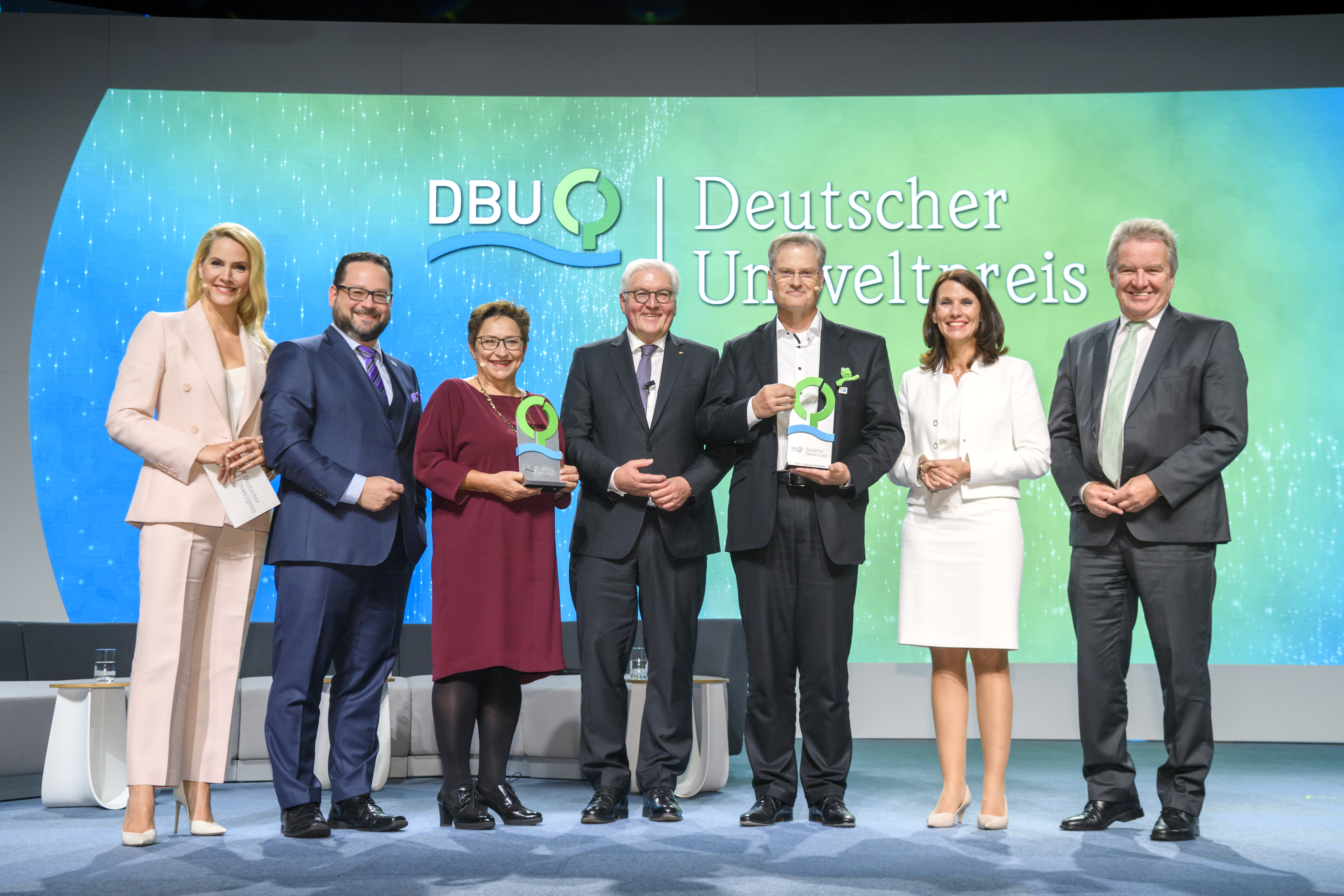
Remise des prix allemands de l'environnement 2019.

Schneider a été distingué à plusieurs reprises pour le parcours orienté vers le développement durable qu'il a mis en place chez Werner & Mertz et notamment pour l'initiative « Recyclat ». Sa plus haute distinction fut le Prix allemand de l'environnement en 2019. C'est le président fédéral de l'Allemagne Frank-Walter Steinmeier qui le lui remit et expliqua cette récompense par le rôle de pionnier que Schneider a joué dans le secteur privé. D'après lui, Schneider a « agi en entrepreneur responsable [...] bien avant que d'autres ne s'y mettent ». Il a montré « que conscience environnementale et action entrepreneuriale n'étaient pas contradictoires ». La Fondation fédérale allemande pour l'environnement l'a félicité d'avoir « rendu majoritaires les produits respectueux de l'environnement sur un marché de masse » dans un « environnement écologique difficile ».
En septembre 2021, Schneider a reçu le TRIGOS Honorary Award pour son engagement entrepreneurial dans le domaine de l'économie circulaire et du développement durable.